# Vikingos en el País Vasco

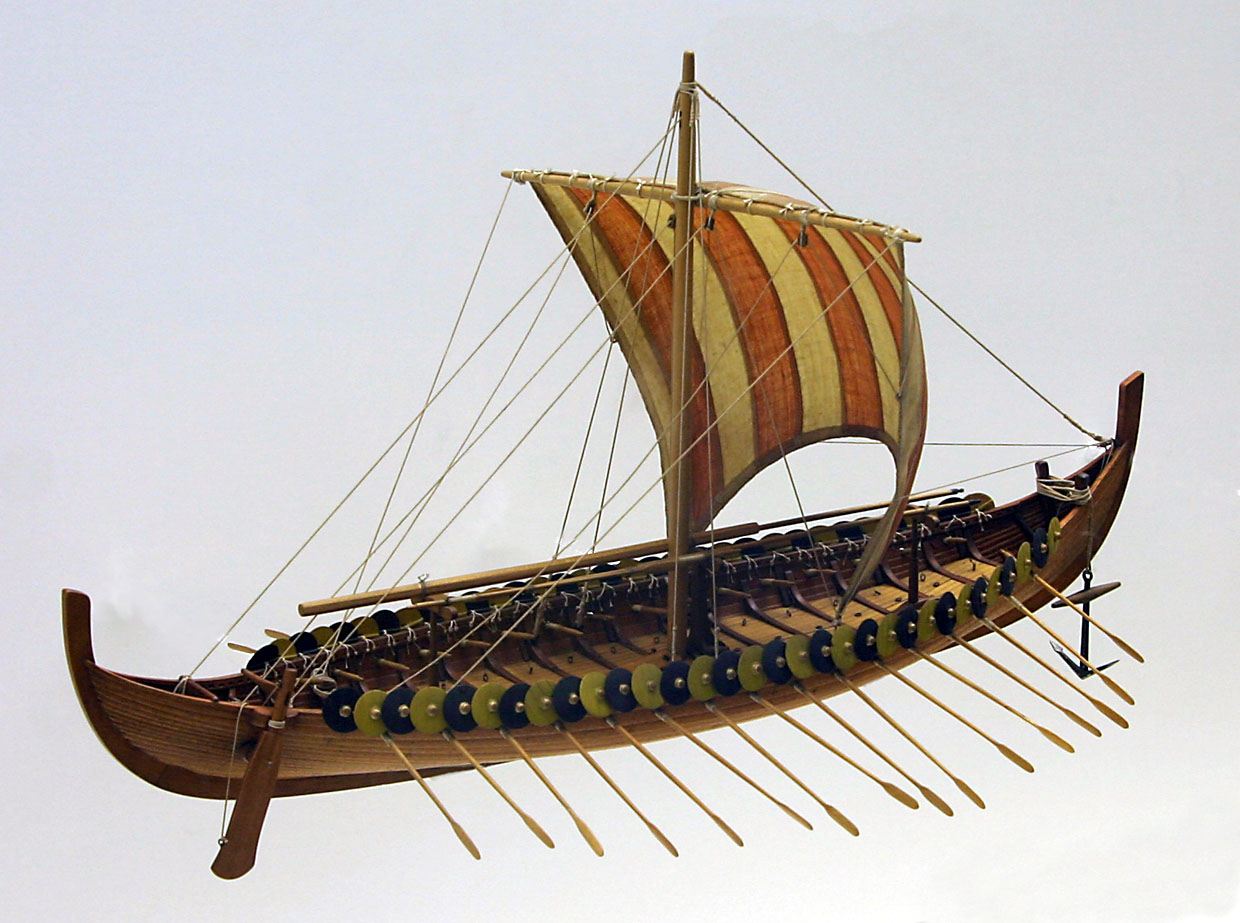
Barco Vikingo

Los vikingos fueron un pueblo originario de Escandinavia, compuesto principalmente por marineros y soldados de Dinamarca, Noruega y Suecia, que desempeñaron un papel importante en la historia del País Vasco, especialmente durante el siglo IX. 
Se dedicaban a la piratería y al comercio, y a lo largo de sus expediciones, formaron una cultura que fusionó costumbres nórdicas y locales. Su influencia en la construcción naval en el territorio  ha quedado documentada en fuentes árabes, crónicas cristianas, tradiciones orales y algunos registros etnográficos que han perdurado hasta la actualidad.
Existió una presencia vikinga temprana en la costa vasca, cuya primera oleada sucedió entre el 814 y el 825, cuando sufrieron una derrota  ante las tropas musulmanas en  de la montaña Sollube, cerca  de Busturia.
Una segunda incursión se dio  en el año 844, momento en el que los vikingos se asentaron  principalmente en  Bayona (País Vasco Francés),   la ría de Mundaca (Vizcaya) y en la desembocadura del río Bidasoa (Guipúzcoa). 
Éstos asentamientos junto con los de Cantabria, sirvieron como bases para sus ataques devastadores a ciudades como Lisboa, Cádiz y Sevilla con una flota de 60 naves y unos 5000 vikingos. 
La presencia vikinga en el País Vasco finalizó   en el año 986 cuando  Guillermo Sancho, duque de Vasconia, derrotó a los vikingos normandos en Bayona, poniendo fin a su incursión en la región.

## Controversias
Ante las pocas referencias sobre hechos de un tiempo tan lejano, existen divergencias entre los historiadores respecto a la actividad vikinga en el País Vasco.
Como botón de muestra, Sánchez Albornoz defendía la teoría de la escasa relación de los vikingos en el País Vasco y, por contra, Julio Caro Baroja sí la contemplaba.
En todo caso, sí está documentado que Bayona, en el País Vasco-Francés y la ría de Mundaca en Vizcaya fueron centros vikingos de estancia y aprovisionamiento para sus naves.